# Bój pod Dąbrowicą

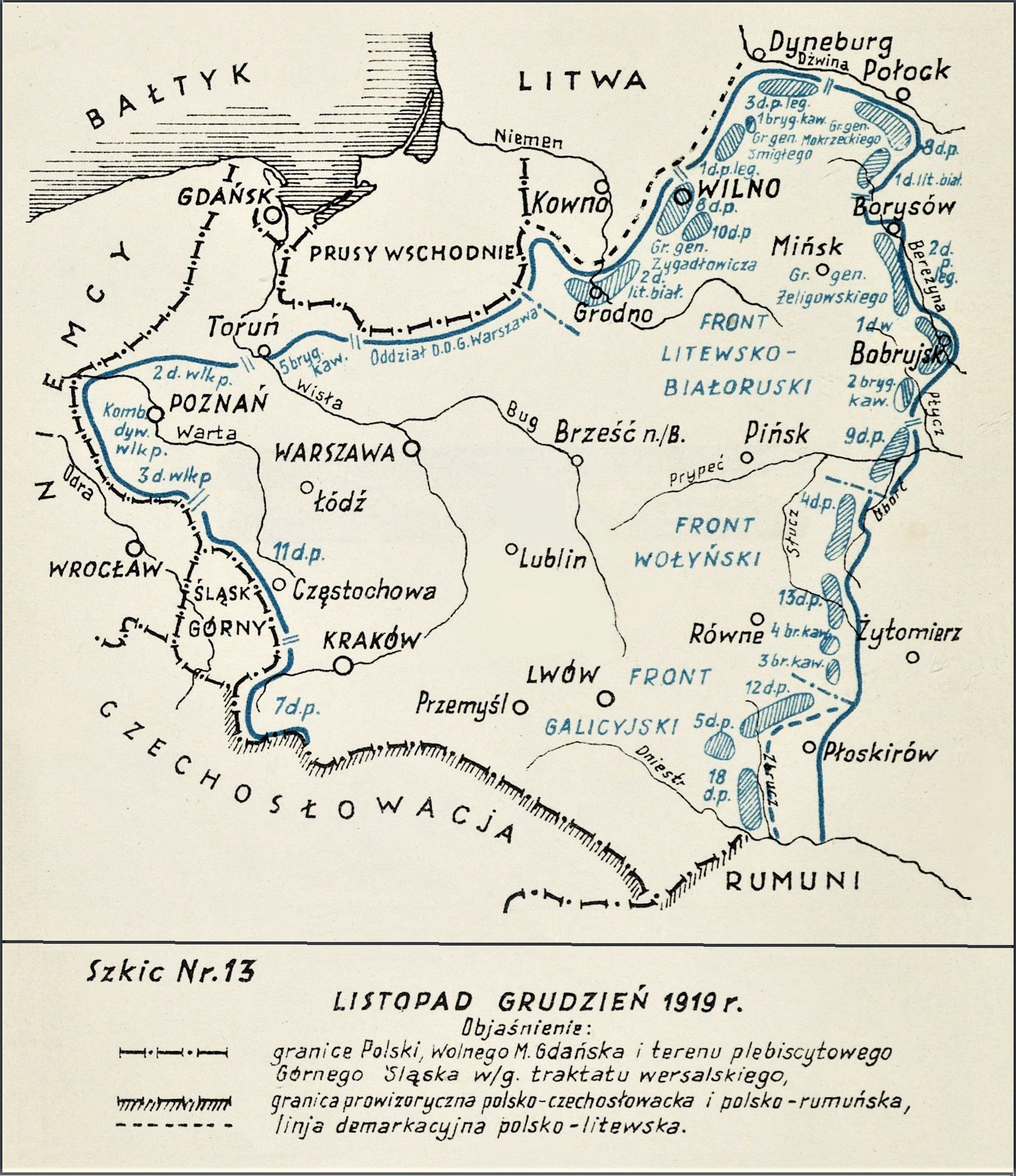
Adam Przybylski,
Wojna Polska 1918–1921

Bój pod Dąbrowicą – walki polskiego 9 pułku ułanów z sowieckim oddziałem dywersyjnym toczone w pierwszym roku wojny polsko-bolszewickiej.

## Geneza
W ostatnich dniach grudnia 1919 Armia Czerwona powstrzymała ofensywę armii gen. Antona Denikina i przejęła inicjatywę strategiczną. Wskutek tego oddziały sowieckie stopniowo pojawiały się przed frontem galicyjskim. Uprzedzając ich nadejście, dowództwo polskie przesunęło oddziały Frontu na wschód: na linię rzeki Uszyca z Płoskirowem i Starokonstantynowem, wyrównując go z prawym skrzydłem Frontu Wołyńskiego nad Słuczą. Ostatecznie ustaliło się następujące ugrupowanie: na Podolu była rozmieszczona grupa gen. Bonnina, następnie, po obu stronach linii kolejowej Tarnopol-Płoskirów rozmieszczona została 12 Dywizja Piechoty, za nią stała 5 Dywizja Piechoty stanowiąca odwód frontu. Front wołyński obsadziły: w rejonie Szepietówka-Zwiahel 13 Dywizja Piechoty, 3. i 4 Brygada Jazdy, a dalej do Olewska - 4 Dywizja Piechoty.

## Walczące wojska
| Jednostka            | Dowódca                   | Podporządkowanie |
| Wojsko Polskie       |                           |                  |
| ⇒ 4 Dywizja Piechoty |                           | Front Wołyński   |
| ⇒ 9 pułk ułanów      | mjr Józef Dunin-Borkowski |                  |
| Armia Czerwona       |                           |                  |
| ⇒ oddział dywersyjny |                           |                  |

## Walki pod Dąbrowicą
W październiku 1919 liczący około 600 szabel 9 pułk ułanów obsadził 32 kilometrowy odcinek frontu nad Uborcią od Miłaszewicz do Choczyna. Dowódca pułku zorganizował obronę w linię placówek, a pozostałe odcinki dozorował systemem patroli. Dowództwo sowieckie postanowiło przeprowadzić na tyłach wojsk polskich akcję propagandową.
24 grudnia, w wigilię Bożego Narodzenia, silny kilkusetosobowy sowiecki oddział dywersyjny zaopatrzony w materiały propagandowe przeszedł Uborć po lodzie i, wykorzystując luki między placówkami 9 pułku ułanów, przeniknął między Głuszkiewiczami i Choczynem na tyły frontu. Sowieci unikali walki i starali się realizować swój podstawowy cel – agitację i podgrzewanie „rewolucyjnych nastrojów”. Jednakże po pozostawionych na śniegu śladach Polacy szybko odkryli obecność dużego oddziału. 9 pułk ułanów został zluzowany przez oddziały 4 Dywizji Piechoty i ruszył w pościg. Po kilku dniach polscy ułani osaczyli główne siły oddziału sowieckiego w Dąbrowicy nad Horyniem. Walka zakończyła się rozbiciem wyczerpanego marszami przeciwnika. Wzięto do niewoli około stu jeńców. Niedobitki czerwonoarmistów rozproszyły się po okolicznych lasach i małymi grupkami uchodziły w kierunku wschodnim. Po rozbiciu oddziału dywersyjnego pod Dąbrowicą, 9 pułk ułanów przeszedł na dłuższy odpoczynek pod Równe.